# Fousseni Diawara
Fousseni Diawara (ur. 28 sierpnia 1980 w Paryżu) – malijski piłkarz grający na pozycji obrońcy lub pomocnika.

## Kariera klubowa
Diawara urodził się we Francji, w rodzinie pochodzenia malijskiego. Karierę piłkarską rozpoczął w podparyskim klubie Red Star 93. 15 października 1997 zadebiutował w jego barwach w drugiej lidze francuskiej w przegranym 0:1 domowym spotkaniu z AS Nancy. W 1999 roku spadł z Red Star do trzeciej ligi.
W 2000 roku Diawara został zawodnikiem AS Saint-Étienne, w którym zadebiutował 28 lipca 2001 roku w Ligue 1, w przegranym 0:2 domowym spotkaniu ze Stade Rennes. W 2001 roku spadł z Saint-Étienne do Ligue 2. W 2003 roku odszedł do Stade Lavallois (zadebiutował w nim 18 października 2003 w przegranym 1:2 meczu z Gueugnon), a w 2004 wrócił do Saint-Étienne, które międzyczasie wróciło do Ligue 1. Na początku 2007 roku był wypożyczony do FC Sochaux-Montbéliard, w którym rozegrał 2 mecze: z Lyonem (3:3) i Tuluzą (4:2).
Na początku 2008 roku Diawara został piłkarzem Panioniosu Ateny. W nim po raz pierwszy wystąpił 3 lutego 2008 w meczu z AEK Ateny (3:2). Zawodnikiem Panioniosu był przez półtora roku.
W 2009 roku Diawara wrócił do Francji i przeszedł do FC Istres, w którym swój debiut zanotował 25 września 2009 w spotkaniu z LB Châteauroux (2:0). Latem 2010 roku Diawara został graczem AC Ajaccio. Karierę kończył w Tours FC.
| Sezon   | Klub                   | Kraj    | Rozgrywki     | Mecze | Bramki | Rozgrywki Europy | Mecze | Bramki |
| ------- | ---------------------- | ------- | ------------- | ----- | ------ | ---------------- | ----- | ------ |
| 1997/98 | Red Star 93            | Francja | Division 2    | 8     | 0      | -                | -     | -      |
| 1998/99 | Red Star 93            | Francja | Division 2    | 1     | 0      | -                | -     | -      |
| 1999/00 | Red Star 93            | Francja | National      | 16    | 0      | -                | -     | -      |
| 2000/01 | Red Star 93            | Francja | National      | 1     | 0      | -                | -     | -      |
| 2000/01 | AS Saint-Étienne       | Francja | Ligue 1       | 17    | 2      | -                | -     | -      |
| 2001/02 | AS Saint-Étienne       | Francja | Ligue 2       | 28    | 0      | -                | -     | -      |
| 2002/03 | AS Saint-Étienne       | Francja | Ligue 2       | 5     | 0      | -                | -     | -      |
| 2003/04 | AS Saint-Étienne       | Francja | Ligue 2       | 1     | 0      | -                | -     | -      |
| 2003/04 | Stade Lavallois (wyp.) | Francja | Ligue 2       | 20    | 3      | -                | -     | -      |
| 2004/05 | AS Saint-Étienne       | Francja | Ligue 1       | 24    | 0      | -                | -     | -      |
| 2005/06 | AS Saint-Étienne       | Francja | Ligue 1       | 35    | 1      | Liga Europy UEFA | 3     | 0      |
| 2006/07 | AS Saint-Étienne       | Francja | Ligue 1       | 3     | 0      | -                | -     | -      |
| 2006/07 | FC Sochaux (wyp.)      | Francja | Ligue 1       | 2     | 0      | -                | -     | -      |
| 2007/08 | AS Saint-Étienne       | Francja | Ligue 1       | 4     | 0      | -                | -     | -      |
| 2007/08 | Panionios GSS          | Grecja  | Alpha Ethniki | 11    | 0      | -                | -     | -      |
| 2008/09 | Panionios GSS          | Grecja  | Alpha Ethniki | 3     | 0      | Liga Europy UEFA | 2     | 0      |
| 2009/10 | FC Istres              | Francja | Ligue 2       | 20    | 0      | -                | -     | -      |
| 2010/11 | AC Ajaccio             | Francja | Ligue 2       | 26    | 2      | -                | -     | -      |
| 2011/12 | AC Ajaccio             | Francja | Ligue 1       | 23    | 3      | -                | -     | -      |
| 2012/13 | AC Ajaccio             | Francja | Ligue 1       | 21    | 2      | -                | -     | -      |
| 2013/14 | Tours FC               | Francja | Ligue 2       | 30    | 2      | -                | -     | -      |
| 2014/15 | Tours FC               | Francja | Ligue 2       | 14    | 0      | -                | -     | -      |

## Kariera reprezentacyjna
W reprezentacji Mali Diawara zadebiutował w 2001 roku. W 2002 roku wraz z Mali zajął 4. miejsce w Pucharze Narodów Afryki 2002. Wystąpił tam w 6 meczach: z Liberią (1:1), z Nigerią (0:0), z Algierią (2:0), ćwierćfinale z Republiką Południowej Afryki (2:0), półfinale z Kamerunem (0:3) i o 3. miejsce z Nigerią (0:1). Z kolei w 2004 roku został powołany do kadry na Puchar Narodów Afryki 2004, na którym Mali także zajęło 4. miejsce. Zawodnik rozegrał 5 meczów na tym turnieju: z Burkina Faso (3:1), z Senegalem (1:1), ćwierćfinale z Gwineą (2:1), półfinale z Marokiem (0:4) i o 3. miejsce z Nigerią (1:2).